# Il cavallo di Torino
Il cavallo di Torino (A torinói ló) è un film del 2011 diretto da Béla Tarr e Ágnes Hranitzky.
Il film, premiato con l'Orso d'argento al Festival di Berlino, prende spunto da un episodio della vita di Friedrich Nietzsche.

## Trama
All'uscita dalla sua abitazione di Torino, il 3 gennaio 1889, il filosofo tedesco Friedrich Nietzsche vede un vetturino frustare il suo cavallo estenuato, che rifiuta di muoversi. Nietzsche rimane impressionato dalla violenza dell'uomo e dalla sua volontà di dominare il mondo. Si precipita a fermare il vetturino e singhiozzando abbraccia il cavallo. Il proseguimento del film si collega a questo aneddoto, chiedendosi quale possa essere stato il destino dell'animale.
Un vetturino con un cavallo torna nella sua abitazione di campagna, dove lo aspetta la giovane figlia. Il vento incessante tormenta le loro giornate, che passano tra la monotonia e la pesantezza della loro misera esistenza. Sembra che i protagonisti siano rassegnati, non arriverà mai qualcosa che possa cambiare la loro vita. Un conoscente passa per la loro abitazione e dichiara che la città vicina è in rovina. Denuncia che gli uomini meschini e subdoli hanno corrotto il mondo con le loro azioni e hanno avvelenato la terra; gli uomini nobili e eccellenti si sono estinti, la loro esistenza non ha senso in un mondo in cui l'avidità umana non ha limiti.
Un gruppo di Rom si avvicina alla casa, attinge dell'acqua dal pozzo e vorrebbe portar la ragazza via, con loro. Essi rappresentano la voglia di libertà, il desiderio di fuga verso un mondo migliore, ma non vi è alcuna speranza e il lento deperire di tutto quello che li circonda è una specie di ribellione della natura nei confronti dell'immoralità dell'uomo. Il cavallo smette di nutrirsi, il pozzo si secca, la brace finisce, la luce del sole si spegne.

## Struttura e stile
Il film è diviso in sei parti che corrispondono ad altrettanti giorni consecutivi nella vita dei protagonisti, durante i quali si ripetono più o meno le stesse azioni della loro vita quotidiana: la donna va a prendere l'acqua al pozzo, veste il padre che ha un braccio paralizzato, fa bollire le patate che vengono consumate con le mani. I due protagonisti stanno quasi costantemente in silenzio. Le sei giornate sono precedute da un'introduzione, su schermo nero, in cui la stessa voce fuori campo racconta l'episodio di Nietzsche e il cavallo, seguita da una drammatica sequenza che mostra l'uomo che fa ritorno a casa su un carro trainato dall'animale.
Le riprese sono effettuate secondo lo stile ormai consolidato di Béla Tarr: lunghi piano sequenza in bianco e nero, in cui la cinepresa si muove più o meno lentamente a seguire le azioni dei personaggi o a mostrare gli ambienti. Quindi i tempi delle azioni quotidiane dei protagonisti sono generalmente rispettati e si creano diversi tempi morti. L'intero film è composto da sole 30 riprese.
La parola prende il sopravvento quando intervengono agenti esterni: l'inquietante discorso del visitatore, le urla degli zingari, la lettura che la donna fa del libro regalatole da uno di essi. Una voce fuori campo si inserisce sporadicamente a commentare i fatti. La colonna sonora è costituita da un unico brano musicale che si ripete in vari momenti del film.

## Temi
(Béla Tarr)
Secondo il regista Béla Tarr il tema centrale del film è “la pesantezza dell'esistenza umana”. Non si concentra sulla mortalità ma sulla vita quotidiana: «Volevamo vedere quanto è difficile e terribile quando ogni giorno devi andare a prendere l'acqua al pozzo, in estate, in inverno … sempre. La ripetizione giornaliera delle stesse azioni ci dà la possibilità di mostrare che c'è qualcosa di sbagliato nel loro mondo. È molto semplice e puro».
Tarr descrive anche Il cavallo di Torino come l'ultimo passo di uno sviluppo che ha attraversato la sua carriera: «Nei miei primi film sono partito dalla mia sensibilità sociale e volevo cambiare il mondo. Poi ho dovuto capire che i problemi sono più complicati. Ora posso solo dire che è molto pesante e non so cosa succederà, ma vedo qualcosa di molto vicino. La fine. Prima di girarlo sapevo sarebbe stato il mio ultimo film».
Secondo Tarr, il libro che la donna riceve dai Rom è una “anti-bibbia”. Il testo è dello sceneggiatore del film, László Krasznahorkai, e contiene riferimenti a Nietzsche. Tarr descrive il visitatore nel film come “una sorta di ombra nietzschana”, ma sottolinea come questo differisce da Nietzsche poiché non afferma che Dio è morto, ma biasima sia gli uomini che Dio: «Il punto è che l'umanità, tutti noi, me incluso, siamo responsabili della distruzione del mondo. Ma c'è anche una forza al di sopra degli umani che agisce - il vento che soffia per tutto il film - e anch'essa sta distruggendo il mondo. Quindi sia l'umanità che una forza superiore stanno distruggendo il mondo».

## Distribuzione
Il film è stato presentato in concorso alla sessantunesima edizione del festival internazionale del cinema di Berlino, dove ha vinto l'Orso d'Argento (gran premio della giuria). In Italia il film non è uscito al cinema ed è passato in televisione tre volte su Fuori orario. Cose (mai) viste, in lingua originale con sottotitoli, il 25 novembre 2011, il 15 marzo 2014 e il 28 dicembre 2014.

## Riconoscimenti
- Orso d'argento, gran premio della giuria e premio FIPRESCI (competizione) al festival internazionale del cinema di Berlino 2011